# René Nicolás Carlos Agustín de Maupeou

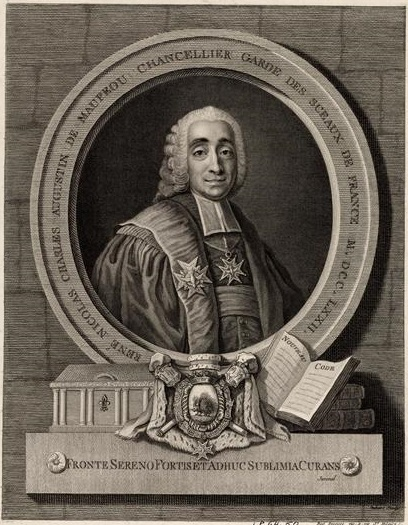
René Nicolás Carlos Agustín de Maupeou.

René Nicolás Charles Augustin de Maupeou (Montpellier, 25 de febrero de 1714 - Thuit (Eure), 29 de julio de 1792) fue un político francés y canciller de ese país, cuyos intentos para una reforma fiscal señalaron el fracaso del Absolutismo y del Antiguo Régimen en Francia. 

## Biografía
Nace en el seno de una familia ennoblecida en el siglo XVI como noblesse de robe, hijo mayor de René Charles de Maupeou (1688-1775), quien fue presidente del parlement de París desde 1743 a 1757.
En 1744 se casa con una mujer rica por herencia, Anne de Roncherolles (1725-1752), prima de Madame d'Epinay, quien a su vez era amigo de Rousseau que se movía en el círculo de los Philosophes. Entra a la vida pública como la mano derecha de su padre en los conflictos entre el parlement y Christophe de Beaumont, Arzobispo de París, a quien apoyó la corte. 
Entre los años 1763 y 1768, años durante los cuales transcurrió la revisión del Caso Calas el cual defendió Voltaire y el juicio de Thomas Arthur de Lally-Tollendal, Maupeou fue elegido presidente del parlamento. En 1768, él se volvió canciller en sucesión a su padre, quien se desempeñó en ese mismo puesto por pocos días, principalmente con el objeto de permitir que se retirara con ese título tan prestigioso. Con la desgracia de Choiseul, 24 de diciembre de 1770, Maupeou se convirtió en "l'homme fort du ministère".
Se determinó a apoyar a la autoridad real en contra del parlamento, el bloqueo perenne a algunas reformas fiscales, los privilegios de la clase propietaria, quienes ligados a las magistraturas provinciales buscaban abrogar a su favor las funciones de los Estados-Generales. Se alió con el duque de Aiguillon y la amante del rey, Mme. du Barry, y aseguró para uno de sus cercanos, Abbé Terray, la oficina de contador general. La lucha comenzó durante el juicio del duque d'Aiguillon, exgobernador de Bretaña y de La Chalotais, procurador general de la provincia, quien fue apresado por el gobernador por acusaciones en contra de su administración.
Cuando el parlamento mostró señales de hostilidad en contra de Aiguillon, Maupeou leyó cartas patentes de Luis XV anulando los procedimientos. Luis contestó a las protestas del parlamento con un lit de justice, en el cual exigía la rendición de la minuta del procedimiento. El 27 de noviembre de 1770 apareció el dit de reglement et de discipline, que fue promulgado por el canciller prohibiendo la unión de varias ramas del parlamento su comunicación con las magistraturas provinciales. Además dio un golpe a la parte del parlamento punible por confiscación de bienes, y prohibió próximas obstrucciones al registro de decretos reales, después de que la respuesta había sido dada a una primera protesta. Los magistrados rehusaron registrar esto, por lo que se hizo a través de un lit de justice que se sostuvo en Versailles el 7 de diciembre, con el que se suspendió al parlamento en sus funciones.

## Lacoup d'etatde Maupeou
Después de cinco convocatorias a los magistrados para que regresaran a sus labores, los magistrados fueron sorprendidos individualmente la noche del nueve de enero de 1771 por mosqueteros, quienes los requirieron para firmar si o no en una petición para regresar. Treinta y seis magistrados dieron una respuesta positiva, pero en el exilio de sus antiguos colegas por las lettres de cachet ellos se retractaron, y así fueron exiliados también. Maupeou instaló un consejo estado para administrar justicia pendiente al establecimiento de seis cortes superiores en las provincias, y de un nuevo parlamento en París, en el cual la magistratura ya no sería un prerrogativa hereditaria sino que serían integradas por oficiales asalariados nombrados por la corona. En acto seguido fue suprimido el cour des aides. Maupeou propuso un sistema judicial más uniforme a lo largo del país, el cual fue la línea para las judicaturas locales.
Voltaire enalteció esta revolución, aplaudiendo la supresión de la vieja magistratura hereditaria, pero para los aristócratas y la noblesse de robe la política de Maupeou fue considerada como el triunfo de la tiranía. Las quejas de los príncípes de los nobles y de las cortes menores, fueron enfrentadas con el exilio y la opresión, pero a finales del año 1771 el nuevo sistema del parlements de Maupeou se estableció, y la barra, que ofreció una resistencia pasiva, recomenzó a ejercer acciones. Realizó un renovado intento para cobrar impuestos a los grupos privilegiados y exentos, pero la muerte de Luis XV en mayo de 1774 arruinó al canciller.

## La caída de Maupeou
La inmediata restauración del parlements por Luis XVI fue seguida por una renovación de las pugnas entre el nuevo rey y las magistraturas. Maupeou y Terray fueron reemplazados el veinticuatro de agosto de 1774, por Miromesnil y después por Malesherbes, traído de su exilio en 1775 para ser Secretario de Estado del Maison du Roi y el economista Turgot. Se dice que Maupeou declaró, "He ganado para el rey una acción para durar trescientos años: él desea perderla de nuevo. Él es el responsable de ello."
Maupeou vivió en el retiro, siguió teniendo la oficina de canciller (abolida el primero de julio de 1790) hasta su muerte en Thuit (Eure) en 1792, habiendo vivido para ver el derrocamiento del ancien régime. Su trabajo estuvo dirigido a la separación de la función política y judicial además de a la reforma para eliminar los abusos que sugían de las magistraturas hereditarias, lo que fue garantizado posteriormente por la Revolución; pero con esto no es posible justificar sus violentos métodos defender su intrigante y avaricioso carácter. Él buscaba asegurar el poder absoluto para Luis XV, pero sus acciones en realidad fueron un serio golpe a la monarquía.

## Hijos
Tuvo dos hijos:
1. René Ange Augustin de Maupeou (1746–1793), quien fue maître de camp de un regimiento de caballería en Burgundía.
2. Charles Víctor René de Maupeou (1749–1789), quien fue maître des requêtes.